# Formicarius
El Formicarius (en latín, El hormiguero) es una obra de teología mística escrita por el teólogo alemán Johannes Nider, el cual empezó a redactarla durante el Concilio de Basilea y que no culminó probablemente hasta 1438, el año de su repentina muerte. La obra está dividida en cinco libros, que a su vez se dividen cada uno en doce capítulos. Al inicio de cada capítulo el autor expone alguna característica de las hormigas y de ahí toma pie para iniciar su reflexión. La obra está dirigida a reavivar la fe tibia de aquellos cristianos que piensan que Dios ha dejado de obrar maravillas, para lo cual alega casos de la Biblia, de los Santos Padres, testimonios de personas fidedignas y sus propias experiencias. 
La trascendencia de la obra reside en el libro quinto, titulado "Sobre los brujos y sus decepciones" en el cual por primera vez se realiza una exposición dedicada exclusivamente a tratar los fenómenos paranormales, la posesión diabólica y la brujería y sus supuestos poderes. Especialmente valiosos son los testimonios que recoge de inquisidores y jueces, así como los casos que él ha conocido personalmente. A diferencia de escritores posteriores, Nider nunca menciona casos de aquelarre o que las brujas volasen de noche, y en general se muestra reacio a aceptar algunos aspectos maravillosos de la brujería.
Varias décadas más tarde Heinrich Kramer, autor del Malleus maleficarum (= martillo de las brujas) citó de modo artificioso varios pasajes de la obra de Nider para crear la sensación que ahí se fundaban sus tesis sobre las brujas. La gran popularidad de la obra de Kramer terminó eclipsando la obra de Nider, y la mayoría solo lo conoce a través del prisma de Kramer. Por ello es habitual hasta la actualidad que se afirme que en el Formicarius la bruja sea  descrita como inculta y, más comúnmente, mujer; lo cual es totalmente erróneo, pues de hecho Nider menciona casi tantos brujos como brujas, siendo varones los casos más notables: el hechicero Scavius quien supuestamente escapó de sus enemigos en múltiples ocasiones al metamorfosearse en un ratón, y sus discípulos Hoppo y Stedelin. También es falso afirmar que Nider enseñaba que las mujeres eran más propensas a la brujería por su inferioridad moral, física y mental. Esa tesis en realidad pertenece a Kramer y es una pieza clave de su obra, que en numerosos pasajes demuestra su odio irracional hacia las mujeres.
El texto del Formicarius ha llegado a nosotros a través de varios manuscritos de mitad del siglo XV, siendo los principales el cod. 306 de la abadía de Melk (1455) y el codex campililiensis 113 de la abadía de Lilienfeld (1458). La primera edición impresa vio la luz en 1473, en Colonia, en la imprenta de Ulrich Zel.